# 尼烏斯塔特
51°2′N 5°52′E / 51.033°N 5.867°E

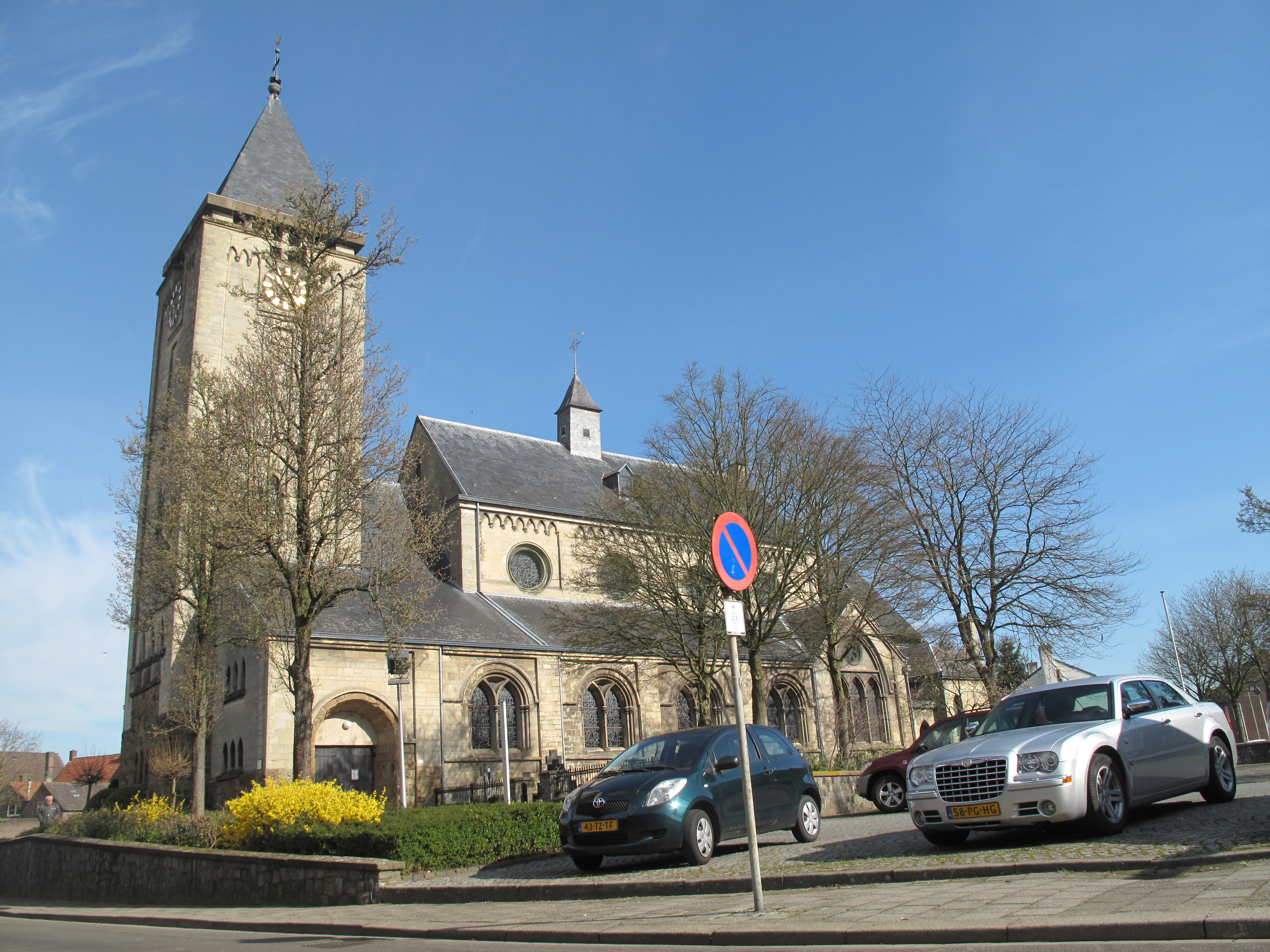

尼烏斯塔特是荷蘭的城市，位於錫塔德以北約5公里，由林堡省負責管轄，面積0.74平方公里，2008年人口為3,345，人口密度為每平方公里4,520人。